# Philip Sandberg
Philip Emanuel Sandberg, född 4 oktober 1981 i Växjö domkyrkoförsamling, Kronobergs län, är en svensk politiker, som är kommunalråd i Lunds kommun för Liberalerna sedan januari 2015. 

## Biografi
Sandberg är uppvuxen i bland annat Växjö och Mexiko och flyttade till Lund 2002 för att studera. I januari 2003 startade han IVIK-gruppen som sedan blev biståndsorganisationen och den antirasistiska organisationen Tamam. Han startade även verksamheten Mötesplats Maggan på Norra Fäladen i Lund och är medförfattare till två böcker Företagarnas flykt – somalisk flyttning till England och Somalier i Sverige – mellan hopp och förtvivlan.
Philip Sandberg fick sitt första politiska uppdrag i början av 2010 då han valdes in som ersättare i kultur- och fritidsnämnden i Lunds kommun. Efter valet 2010 blev han gruppledare i socialnämnden och ledamot i kommunfullmäktige. I april 2013 valdes han till ersättare i kommunstyrelsen och 2014 utsågs han till toppkandidat för Folkpartiet (numera Liberalerna) i kommunfullmäktigevalet. Sedan 1 januari 2015 är han kommunalråd i Lunds kommun.
I valet 2018 ökade Liberalerna i Lund mest av alla partier och Philip Sandberg blev kommunens mest kryssade politiker med 1609 personkryss. Den 25 oktober 2018 blev han kommunstyrelsens ordförande i Lunds kommun, i spetsen för ett styre bestående av Alliansen och det lokala partiet Förnya Lund, kallat "Lundakvintetten". I valet 2022 satte han rekord i antalet personröster i Lunds kommun med 3485 personröster och Liberalerna blev det största borgerliga partiet med 17,45% av rösterna. Eftersom Moderaterna valde att lämna den styrande koalitionen och ingå i ett styre lett av Socialdemokraterna istället så blev Philip Sandberg oppositionsledare.